# Type 16 MCV
Le Type 16 MCV (Maneuver Combat Vehicle) est un véhicule blindé à roues de reconnaissance et d'appui-feu conçu sur base du châssis du véhicule blindé de transport de troupes Komatsu Type 96.

## Blindés similaires
- AMX-10RC
- Rooikat
- B1 Centauro
- Centauro II
- M1128 MGS
- ZTL-11